# Ryan Crouser
Pour le lanceur américain de javelot, voir Sam Crouser.
Ryan Crouser  (né le 18 décembre 1992 à Portland) est un athlète américain, spécialiste du lancer du poids.
Champion olympique en 2016 à Rio, en 2021 à Tokyo et en 2024 à Paris, double champion du monde en 2022 à Eugene et 2023 à Budapest, vice-champion du monde en 2019 à Doha, il est l'actuel détenteur du record du monde du lancer du poids avec 23,56 m, établi le 27 mai 2023 lors du meeting de Los Angeles, et est par ailleurs l'actuel détenteur du record du monde en salle (22,82 m le 24 janvier 2021 à Fayetteville). Il possède également le record olympique (23,30 m). 

## Biographie

### Débuts
Il se révèle en 2009 à l'occasion des championnats du monde jeunesse de Bressanone en Italie en remportant la médaille d'or du lancer du poids et la médaille d'argent du lancer du disque.
Étudiant à l'Université du Texas à Austin, il remporte sous les couleurs des Longhorns du Texas le titre NCAA du lancer du poids en 2013. En mars 2014, il porte son record personnel en plein air à 21,27 m.

### Champion olympique à Rio (2016)

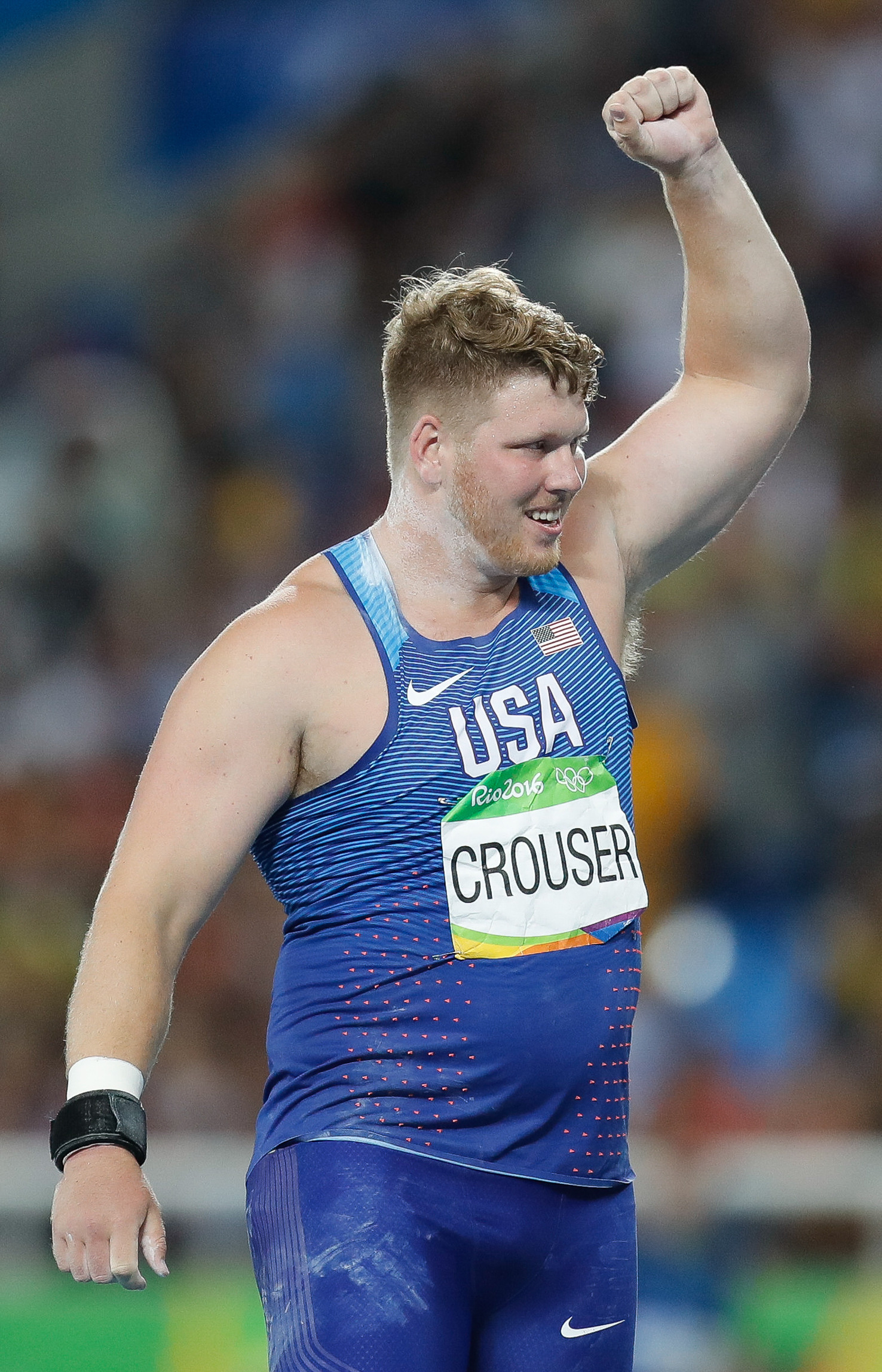
Ryan Crouser lors des Jeux olympiques de Rio en 2016.

Peu de temps après avoir porté son record à 21,85 m le 1er juillet 2016, il remporte les Sélections olympiques américaines 2016, en battant son record et en dépassant les 22 m pour la première fois. Lors des Jeux olympiques d'été de 2016, à Rio de Janeiro, il remporte la médaille d'or en établissant en finale un nouveau record olympique avec 22,52 m. Seul athlète à lancer à plus de 22 mètres (à trois reprises), il devance largement sur le podium le champion du monde 2015 Joe Kovacs (21,78 m) et Tomas Walsh (21,36 m).
Le 25 juin 2017, il remporte le titre national avec 22,65 m. Le 6 août, il termine à une décevante 6e place aux championnats du monde de Londres avec 21,20 m alors qu'il était en tête des bilans mondiaux sur l'année.

### Vice-champion du monde à Doha (2019)

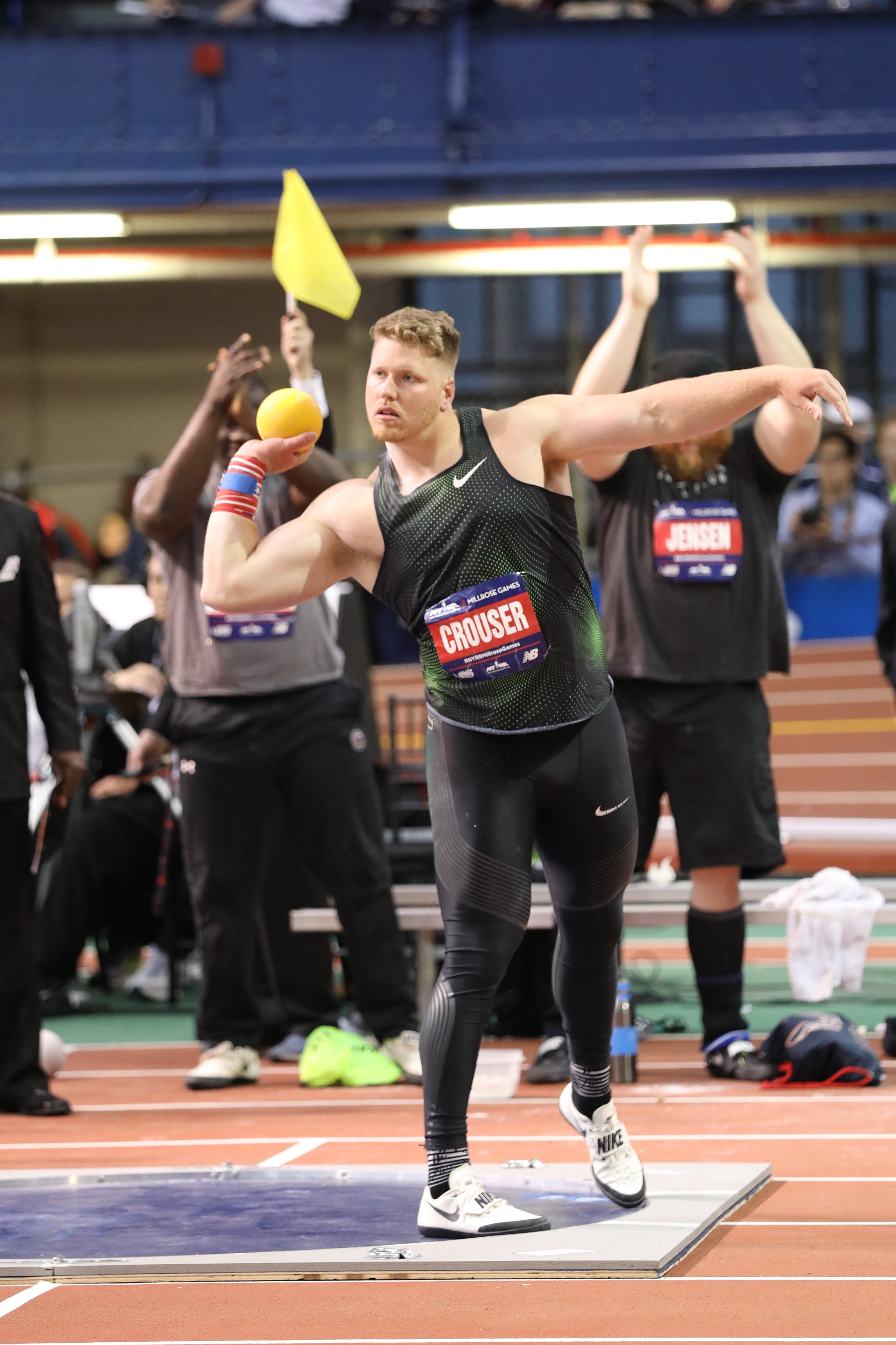
Ryan Crouser en 2019 lors des Millrose Games.

Le 20 avril 2019, il établit le meilleur lancer de poids depuis 1990 en atteignant la marque de 22,74 m à Long Beach. Le 6 septembre, avec un jet à 22,08 m, il termine troisième de la finale du poids de la Ligue de diamant à Bruxelles, devancé par le Brésilien Darlan Romani et le Néo-Zélandais Tomas Walsh.
Le 5 octobre aux championnats du monde de Doha, il réalise dans un premier temps 22,71 m puis lance à son sixième et dernier essai à 22,90 m, nouveau record personnel et 6e meilleure performance de tous les temps. Battu d'un centimètre par son compatriote Joe Kovacs, il décroche néanmoins la médaille d'argent en devançant au nombre d'essais réussis le champion du monde en titre Tomas Walsh, lui aussi auteur de 22,90 m.

### 3emeilleure performance de tous les temps (2020)
Lors d'un meeting à Marietta, en Géorgie aux États-Unis le 18 juillet 2020, Ryan Crouser réalise 22,91 m, soit la troisième meilleure performance mondiale de tous les temps, à égalité avec Joe Kovacs et avec l'Italien Alessandro Andrei, qui avait lancé à cette distance en 1987. Il confirme sa très bonne forme le 29 août à Des Moines (Iowa), où il réalise un concours de haute facture avec 4 jets à plus de 22,63 m et un meilleur lancer mesuré à 22,72 m, deuxième meilleure performance mondiale de l'année. Une semaine plus tard, il lance à 22,70 m à Chorzów en Pologne. Début septembre, il atteint 22,74 m au meeting Tour Continental de Zagreb. Au total, il comptabilise 36 jets au-delà des 22 m cette saison en dix concours, dont la moitié au-delà des 22,50 m.

### Deuxième titre olympique, records du monde en salle et en plein air (2021)
Le 24 janvier 2021 à Fayetteville, l'Américain bat le record du monde en salle du lancer du poids avec une marque à 22,82 m, améliorant de 16 cm le précédent record de son compatriote Randy Barnes (22,66 cm), qui tenait depuis 1989. 
Quatre mois après ce record du monde en salle, Crouser s'approche du record du monde en plein air en lançant à 23,01 m à Tucson dans l'Arizona. Il devient le premier athlète à franchir la barre des 23 mètres depuis 1990, époque où l'Américain Randy Barnes établissait la meilleure marque de tous les temps avec 23,12 m. Il bat enfin ce record à l'occasion des sélectons olympiques américaines à Eugene le 18 juin, avec un lancer à 23,37 m à son quatrième essai, dans un concours où il avait déjà réussi 22,92 m dès son premier jet lors des qualifications.
Aux Jeux Olympiques de Tokyo, Crouser conserve facilement son titre olympique en battant à trois reprises son propre record olympique établi à Rio cinq ans auparavant. Lors de son dernier essai, il réussit le deuxième meilleur jet de l'histoire avec 23,30 m, nouveau record olympique. Il devient ainsi le quatrième double champion olympique du lancer du poids, après ses compatriotes Ralph Rose et Parry O'Brien, ainsi que le Polonais Tomasz Majewski.
Il réalise 23,15 m le 21 août 2021 lors de la Prefontaine Classic à Eugene, puis 22,81 m le 26 août 2021 lors du meeting Athletissima de Lausanne. Le 8 septembre 2021, à Zurich, il remporte la Ligue de diamant 2021 avec un jet à 22,61 m.

### Champion du monde à Eugene (2022)

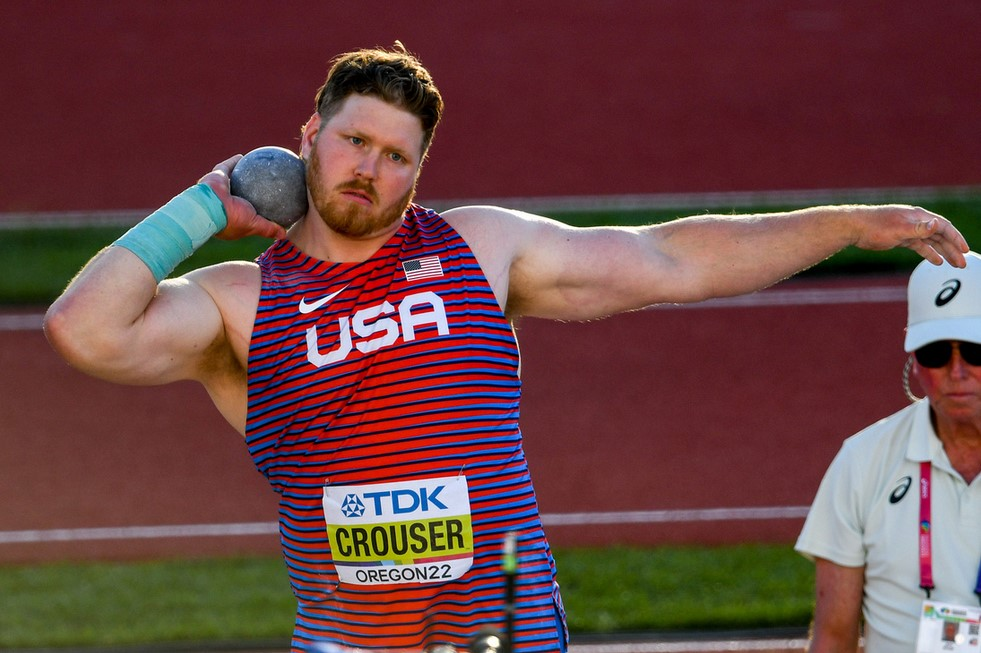
Ryan Crouser remporte les championnats du monde 2022.

En mars 2022, Ryan Crouser est battu par le Brésilien Darlan Romani en finale des championnats du monde en salle, à Belgrade. Auteur d'un meilleur lancer à 22,44 m, il s'incline devant Romani qui réalise 22,53 m.
En plein air, il dépasse les 23 mètres le 28 mai 2022 à l'occasion de sa victoire à la Prefontaine Classic, à Eugene. Un mois plus tard, toujours à Eugene, il remporte les Championnats des États-Unis, son cinquième titre national en plein air, en réalisant 23,12 m, la meilleure performance mondiale de l'année.
Le 17 juillet 2022, toujours à l'Hayward Field lors des championnats du monde d'athlétisme 2022, il décroche son premier titre mondial en atteignant la marque de 22,94 m à son cinquième essai, améliorant le record de la compétition. Il devance deux autres américains : Joe Kovacs avec 22,89 m et Josh Awotunde avec 22,29 m.

### Nouveau record du monde et deuxième titre mondial (2023)
Le 18 février 2023, au cours des Simplot Games, compétition en salle se déroulant à Pocatello dans l'Idaho, Ryan Crouser améliore d'un centimètre son propre record du monde en atteignant la marque de 23,38 m, battant à cette occasion son propre record du monde en salle (22,82 m en 2021) et le record du monde absolu. Mais cette performance n'est finalement pas homologuée par la Fédération internationale d'athlétisme, en raison d'un cercle de lancer trop grand de deux centimètres et d'une aire de réception en descente par rapport au cercle.
Le 27 mai 2023, lors du meeting de Los Angeles, Ryan Crouser améliore de 19 cm son record du monde en réalisant 23,56 m à son quatrième essai, manquant d'expédier son poids directement dans le muret bordant la fin de l'aire de lancer,.
L'Américain se présente néanmoins quelque peu diminué aux Mondiaux de Budapest en août, indiquant souffrir de caillots sanguins dans les jambes. Cela ne l'empêche pourtant pas de s'emparer de son deuxième titre mondial d'affilée, avec un dernier jet mesuré à 23,51 m, nouveau record des championnats. Il gagne ainsi le concours avec 1,17 m d'avance sur son dauphin, l'Italien Leonardo Fabbri.
Aux championnats du monde en salle disputés en mars 2024 à Glasgow, Crouser remporte le seul titre majeur manquant à son palmarès en s'imposant avec la marque de 22,77 m, nouveau record des championnats.

## Palmarès

### International
| Date | Compétition                    | Lieu             | Résultat | Épreuve | Marque  |
| ---- | ------------------------------ | ---------------- | -------- | ------- | ------- |
| 2009 | Championnats du monde cadets   | Bressanone       | 1er      | Poids   | 21,56 m |
| 2009 | Championnats du monde cadets   | Bressanone       | 2e       | Disque  | 61,64 m |
| 2016 | Jeux olympiques                | Rio de Janeiro   | 1er      | Poids   | 22,52 m |
| 2017 | Championnats du monde          | Londres          | 6e       | Poids   | 21,20 m |
| 2017 | Ligue de diamant               | Ligue de diamant | 2e       | Poids   | 22,37 m |
| 2018 | Coupe continentale             | Ostrava          | 2e       | Poids   | 21,63 m |
| 2018 | Ligue de diamant               | Ligue de diamant | 3e       | Poids   | 22,18 m |
| 2019 | Ligue de diamant               | Ligue de diamant | 3e       | Poids   | 22,15 m |
| 2019 | Championnats du monde          | Doha             | 2e       | Poids   | 22,90 m |
| 2021 | Jeux olympiques                | Tokyo            | 1er      | Poids   | 23,30 m |
| 2021 | Ligue de diamant               | Ligue de diamant | 1er      | Poids   |         |
| 2022 | Championnats du monde en salle | Belgrade         | 2e       | Poids   | 22,44 m |
| 2022 | Championnats du monde          | Eugene           | 1er      | Poids   | 22,94 m |
| 2023 | Championnats du monde          | Budapest         | 1er      | Poids   | 23,51 m |
| 2023 | Ligue de diamant               | Ligue de diamant | 2e       | Poids   | 22,91 m |
| 2024 | Championnats du monde en salle | Glasgow          | 1er      | Poids   | 22,77 m |
| 2024 | Jeux olympiques                | Paris            | 1er      | Poids   | 22,90 m |

### National
- Championnats des États-Unis d'athlétisme
  - Vainqueur du lancer du poids en 2016, 2017 , 2019, 2021, 2022 et 2023
- Championnats des États-Unis d'athlétisme en salle
  - Vainqueur du lancer du poids en 2019, 2020 et 2022

### Récompenses
- Trophée Track and Field News de l'athlète de l'année 2021

## Records

### Records personnels
| Épreuve         | Épreuve   | Marque       | Lieu             | Date            |
| --------------- | --------- | ------------ | ---------------- | --------------- |
| Lancer du poids | Plein air | 23,56 m (WR) | Los Angeles      | 27 mai 2023     |
| Lancer du poids | En salle  | 22,82 m (WR) | Fayetteville, AR | 24 janvier 2021 |

### Records du monde
| Marque  | Date            | Lieu         | Circonstance                      | Type                     |
| ------- | --------------- | ------------ | --------------------------------- | ------------------------ |
| 22,82 m | 24 janvier 2021 | Fayetteville | Meeting de Fayetteville           | Record du monde en salle |
| 23,37 m | 18 juin 2021    | Eugene       | Sélections olympiques américaines | Record du monde          |
| 23,56 m | 27 mai 2023     | Los Angeles  | Meeting de Los Angeles            | Record du monde          |